# Lenne van Gorp
Lenne van Gorp (Tilburg, 1 november 2002) is een voormalig Nederlands kunstschaatster.
Van Gorp heeft Nederland vertegenwoordigd op de Junior Grand Prix kunstrijden van 2018 in het Oostenrijkse Linz en de JGP kunstrijden 2019 in de Letse hoofdstad Riga. In 2020 behaalde ze de zilveren medaille op de NK voor senioren. In 2021 is ze gestopt met kunstschaatsen na een hardnekkige enkelblessure nadat ze twee keer tevergeefs geopereerd is.
Na haar topsportloopbaan bleef ze betrokken bij het schaatsen als trainer en juniorjurylid. Van Gorp studeerde fysiotherapie aan de Fontys Hogeschool. Ze richt zich sinds 2023 op het lopen van (halve) marathons en neemt deel aan triathlons.